# 이윤석 (안녕 자두야)
이윤석은 대한민국의 애니메이션 안녕 자두야의 등장인물이다. 훗날, 애니메이션 판에서 최자두랑 결혼한다. 작가가 미래 모습을 그린 외전에서 키 186에 70kg으로 나온다.

## 같이 보기
- 안녕 자두야